# Aguilar del Río Alhama
Aguilar del Río Alhama és un municipi de la Rioja, a la regió de la Rioja Baixa. Limita al nord i est amb Cervera del Río Alhama, a l'oest (de N a S) amb Valdemadera i Navajún, i al sud amb quatre municipis de la província de Sòria (d'O a E), Cigudosa, San Felices, Dévanos i Ágreda.

## Història
Les primeres notícies daten del segle xii. Es va incorporar a Castella en 1198. En 1269 Teobald II de Navarra la va incloure en el fur de Viana i va concedir un mercat setmanal els dimarts. Enric I de Navarra ordenà en 1271 als veïns del llogaret de Río, que es traslladessin a la vila per a formar un sol terme. En 1273 Pedro Sánchez de Monteagut, senyor de Cascante i a qui pertanyia la vila, la donaba al rei Enric. En 1302 els peatgers de Tudela pretenien exigir drets als aguilarenys i aquests es van queixar a Alfonso Robray, governador de Navarra, qui va manar que no se'ls inquietessin per estar aforats.
Carles II de Navarra va trobar la vila molt despoblada en 1373, ordenant que s'unís a ella com llogaret la vila d'Azuelo amb tot el seu terme, donant els d'Aguilar als seus veïns situats per a edificar les seves cases. També va manar que es fortifiqués, la qual cosa va ser confirmat també pel seu successor, Carles III de Navarra en 1392. En el segle xiv s'integra al senyoriu de Cameros. Joan II d'Aragó en 1452 va alliberar a la vila a perpetu de tot impost sobre el vi que venguessin, per haver-li estat fidel, fins i tot encara que això va comportar robatoris, detinguts i morts.
En 1463 Enric IV de Castella va sotmetre al seu domini a molts pobles, entre ells Aguilar, en virtut de la sentència compromisal de Lluís XI de França. En el segle xvi es crea el comtat d'Aguilar. En el lloc denominat Santo de la Peña es va descobrir en 1747 una mina d'alcohol, en la qual es va realitzar una petita extracció que es va vendre als terrissers d'Ágreda No hi ha constància que se seguís explotant després